# Музей Варшавы
Музей Варшавы (пол. Muzeum Warszawy), до 2014 года Исторический музей Варшавы (пол. Muzeum Historyczne m.st. Warszawy) — музей в Варшаве (Польша), посвящённый истории города. Главное здание музея расположено на Рыночной площади Старого города в варшавском районе Средместье. Зарегистрирован в Государственном реестре музеев.

## История
Музей, посвящённый истории Варшавы, был открыт в 1936 году и назывался Музеем старой Варшавы (пол. Muzeum Dawnej Warszawy). Располагался он в 3 зданиях на Рыночной площади Старого города, приобретённых варшавским муниципалитетом. После Второй мировой войны, решением муниципального совета, музей был открыт под названием «Исторический музей Варшавы» в восстановленных зданиях на Рыночной площади Старого города в 1948—1954 годах, в рамках беспрецедентной реконструкции исторического городского комплекса Старого города. В дополнение к 11 зданиям также были обустроены под музейные нужды 3 двора.

## Коллекция
В коллекциях музея история Варшавы представлена в картинах, рисунках, картах, гравюрах, фотографиях. выставлены предметы, принадлежавшие знаменитым горожанам. Архитектурные фрагменты, обнаруженные на развалинах Старого города, демонстрируются во дворе музея.

## Филиалы

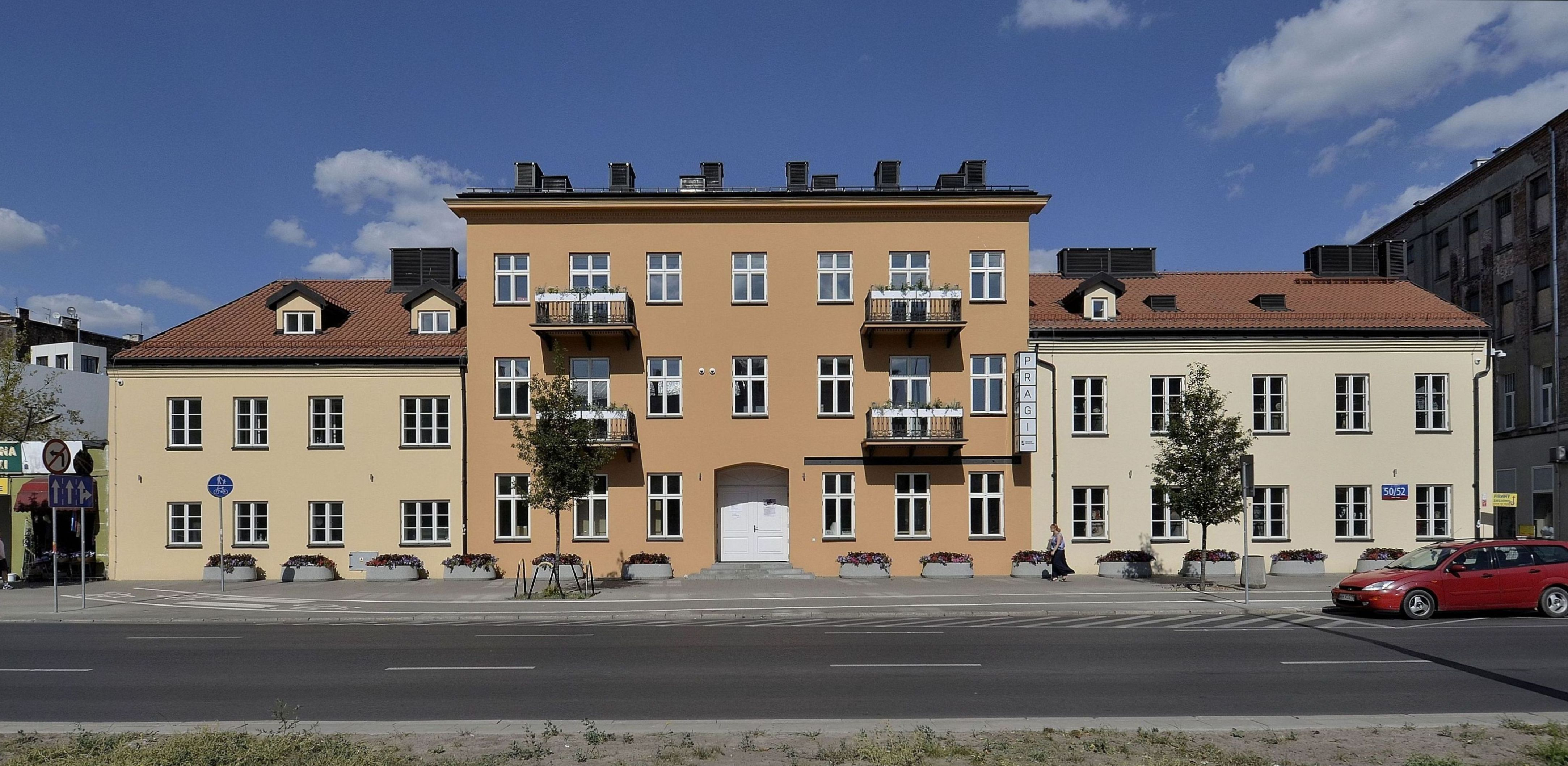
Музей Праги

- Музей борьбы и мученичества на Пальмирском кладбище
- Аптека-музей имени Антонины Лесневской
- Музей варшавской Праги[1]
- Музей Воли[2]
- Центр документации и исследований Корчаканум[3]
- Музей печати[4]
- Центр интерпретации памятников[5]
- Мемориальный зал на кладбище Варшавских повстанцев[6]
- Барбакан